# Gu Bingfeng
Gu Bingfeng (25 de janeiro de 1994) é uma jogadora de hóquei sobre a grama chinesa.

## Carreira
Ela fez parte da seleção nacional para disputar a Copa do Mundo de 2018, em Londres.
Nos Jogos Olímpicos de Verão de 2024, em Paris, conquistou a medalha de prata no torneio feminino do hóquei sobre a grama, após confronto na final contra a equipe holandesa por pênaltis.